# Euphoria verticalis
Euphoria verticalis är en skalbaggsart som beskrevs av Horn 1880. Euphoria verticalis ingår i släktet Euphoria och familjen Cetoniidae. Inga underarter finns listade i Catalogue of Life.